# Anders Østergaard
Pour les articles homonymes, voir Østergaard.
Anders Østergaard, né le 14 mars 1965 à Copenhague (Danemark), est un cinéaste et scénariste danois.

## Filmographie

### Comme réalisateur et scénariste
- 1996 : Gensyn med Johannesburg
- 1999 : Trollkarlen - en film om Jan Johansson
- 2000 : Fra asken i ilden
- 2001 : Malaria!
- 2002 : Brødre i ånden (série TV)
- 2003 : Tintin et moi
- 2004 : Diplomatiets fortrop (TV)
- 2006 : Gasolin’
- 2014 : 1989

### Comme réalisateur
- 2008 : Så kort og mærkeligt livet er
- 2008 : Burma VJ: Reporter i et lukket land

### Comme scénariste
- Shadow of a Hero (da) (Skyggen af en helt), réalisé par Laurits Munch-Petersen (2015)

## Récompenses et distinctions
- 2005 : Bodil du meilleur documentaire pour Tintin et moi
- 2007 : Bodil du meilleur documentaire pour Gasolin
- 2008 : Joris Ivens Award et Movies That Matter Award au Festival international du film documentaire d'Amsterdam pour Burma VJ
- 2009 : 
  - Bodil du meilleur documentaire pour Burma VJ
  - Grand prix du Festival international du film de Moondance pour Burma VJ
  - Grand prix du Festival international du film d'Erevan pour Burma VJ
  - Prix Fripesci au Jerusalem Film Festival pour Burma VJ
- 2010 : Nomination aux Oscars 2010 du meilleur film documentaire pour Burma VJ